# 透明质酸钠
透明质酸钠（sodium hyaluronate，SH）又称玻璃酸钠，是透明质酸的钠盐，其干燥品为白色颗粒状粉末、无臭味。透明质酸钠作为一种糖胺聚糖存在于人体多处结缔组织细胞外间质以及角膜中，由D-葡糖醛酸和N-乙酰-D-氨基葡萄糖组成，也可通过鸡冠或马疫链球菌发酵液人工提取。透明质酸钠及其溶液多被用于眼科及骨科手术，为手术器械提供支撑并为软组织关节提供润滑、缓冲作用。它也被大量用于美容用途，添加在各类化妆品中，以此提高皮肤保水效应，缓解皱纹的产生。化学式为：(C14H22O11NNa)ₙH₂O

## 化学结构
1933年，生化学家卡尔·迈耶（Karl Meyer）被聘为哥伦比亚大学医学院眼科部门的副教授，他开始对泪液中的溶菌酶进行相关研究。一年后，他就在对牛眼的玻璃体提取实验中得到了透明质酸，当时他推测这是由糖醛酸、氨基糖以及戊糖所组成。1951年，莫里斯·拉普特（Maurice Rapport）等人通过对透明质酸钠水解，得到结晶状双糖并推出透明质酸钠是由葡糖醛酸和N-乙酰-D-氨基葡萄糖组成的，其葡糖醛酸含量经过GPC色谱分析为37-51%。这一对透明质酸及透明质酸钠的基本双糖单位的解析前后用了25年时间。后来，透明质酸钠被辨明拥有二级螺旋结构和三级网状结构，当溶于水时呈现单螺旋态。当透明质酸钠溶液的浓度提高时，其黏度也会呈指数级上升。经研究表明，这一现象是分子缠绕而导致的。当溶液浓度较低时，透明质酸钠分子的切变速率相对更高，分子结构被拉长后占据更少的空间，互相更为独立，从而减少了分子之间的摩擦系数，使得黏度降低。当浓度提高时，其切变速率降低，分子呈松散的螺旋态，相互的摩擦导致黏度升高。根据这一特性，透明质酸钠溶液被认定为假塑性流体。
人体内的透明质酸钠具有非常高的多分散性，在细胞间质中相对分子量可以达到600-1200万，在淋巴和血液中则会明显减少。

### 分子测定
对透明质酸钠的微量测定有多种方法，如生化法、放射免疫法（RiA）、酶联免疫法（ELISA）、免疫荧光法（TRFIA）、瑞利散射法等。生化法主要利用咔唑、阿利新蓝等试剂进行吸光度实验，但是由于发酵液中含有的糖分、蛋白质等物质对实验结果有明显干扰现象，使它成为准确性较差的一种测定法。在放射免疫法中，透明质酸钠可通过以透明质酸结合蛋白(HABP)为试剂，作为血清对照来测定透明质酸钠。酶联免疫法则是基于放射免疫法的一种测定方式，它一般通过利用成品ELISA试剂盒来进行实验，因此准确性会随试剂生产公司的不同而有波动。免疫荧光法利用透明质酸结合蛋白(HABP)的血清来测定，尽管采用的是透明质酸钠分子的天然对应体，HABP因其不稳定性不能使用直接竞争法。基于RiA的ELISA、TRFIA都利用RiA的标准值为参考组，三者的最大结合率相对较低且检测周期过短，导致它们缺乏实操性。

### 热稳定性
在低于80摄氏度的标准气压环境下，透明质酸钠分子的结构相对稳定。有实验证明，在37至80摄氏度的环境下，通过提高温度，可以有效使其中透明质酸酶失活，并抑制透明质酸钠的降解反应，从而提高粘度。 然而，在温度超过90到100摄氏度的时候，透明质酸钠的结构因长时间加热稳定性降低，从而使得粘度降低。而在相同温度下，透明质酸钠固体态及其溶液的降解反应没有较大的差异，但是当pH值趋于酸性时会降解的更快。下表列出了不同透明质酸钠制剂的分子量在不同温度下的衰减，可通过这一方式比较三者的热稳定性差异：
| 样品名称                                                   | 25°C   | 25°C    | 25°C    | 6°C    | 6°C     | 6°C     |
| 样品名称                                                   | k/10-6 | t0.9/年 | t0.5/年 | k/10-6 | t0.9/年 | t0.5/年 |
| ---------------------------------------------------------- | ------ | ------- | ------- | ------ | ------- | ------- |
| 透明质酸钠干燥品(粉末)                                     | 4.0834 | 2.96    | 19.38   | 0.1594 | 75.93   | 496.62  |
| 透明质酸钠溶液(水溶剂)                                     | 4.3050 | 2.81    | 18.38   | 0.1724 | 70.20   | 459.15  |
| 透明质酸钠溶液(氯化钠溶剂)                                 | 4.6909 | 2.58    | 16.87   | 0.1908 | 63.41   | 414.75  |
| ·k为降解速率常数 ·透明质酸钠的降解可通过阿伦尼乌斯方程求得 |        |         |         |        |         |         |

## 生理机能
透明质酸钠分为内源性及外源性两种，既可以通过人体自身分泌，也可以依靠外部补充。内源性透明质酸钠是构成人体细胞的重要成分，它本身可以为维护组织、关节起到关键作用。它的结构为一种线性大分子粘多糖，因此也是一种天然保湿因子。作为骨关节滑液的主要成分，它为关节提供了润滑、缓冲作用。关节滑液中的透明质酸钠主要由成纤维细胞样滑膜细胞（B型细胞）合成，它先进入滑膜细胞并填充其基质，后在关节的运动影响下被挤入滑液。这类透明质酸钠广泛分布于软骨及韧带表面，甚至渗入软骨表层，因而可以对滑膜细胞和胶原纤维起到支撑、稳定的作用。
外源性透明质酸钠可用于补充内源性透明质酸钠的缺乏，拥有与内源性透明质酸钠相对同等的生理作用。在注射入关节或应用于眼表后，它会与CD44、CD168结合，减少IL-1β、PGE2、MMP-1、MMP-2、MMP-3、MMP-9、MMP-13等的合成，同时，TNF-α、IL-6、IL-17以及iNOS的释放也会减缓，以此降低炎性细胞数量，从而达到抗炎效果。因而透明质酸钠可以进一步拥有促进软骨细胞的增衍、增强泪腺分泌、恢复眼表感觉神经活性的机能。

## 医学应用

### 骨科

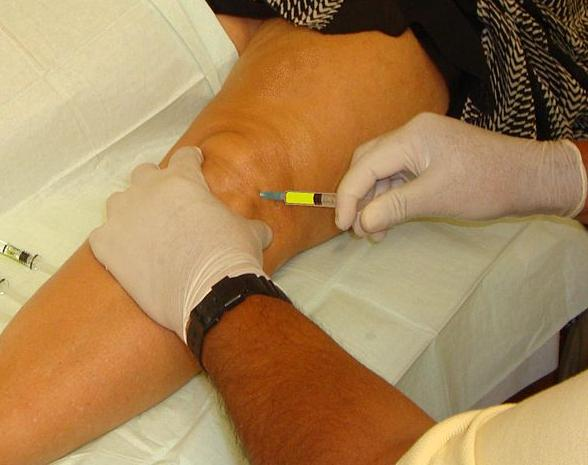
图为透明质酸钠凝胶被用于膝关节注射

关节类疾病是骨科临床的常见病，如骨性关节炎、类风湿性关节炎等。由于承担人体的主要负重功能，膝关节容易受损，导致关节炎的出现。针对这一类疾病的治理中，利用注射透明质酸钠的方法可以有效缓解病症。透明质酸钠在其中主要用于充当关节腔内的填充剂，起到调节关节腔大小、调控关节腔内外物质扩散的作用。自1974年开始，透明质酸钠就被纳入临床研究，第一批受透明质酸钠治疗的骨性关节炎患者病发部位以膝关节为主，临床医师后通过检测关节滑液的蛋白质含量及白细胞数量得知透明质酸钠有抑制炎症的效果。同时，他们也观察到关节滑液的黏度增大，缓解了病情的加重。至80年代，有医师对不同关节上患有关节炎的病患进行透明质酸钠治疗研究后发现，透明质酸钠可以适用于各类骨性关节炎的治疗。
更新的研究发现，骨性关节炎患者的血清与关节液中的TNF-α以及IL-6比常人平均水准高，透明质酸钠对此有治疗作用。然而由于透明质酸钠抑制炎症的作用主要是通过提供保护膜及分子筛的功能来体现的，在没有炎性因子的刺激的环境下这一作用不明显，因此现有的针对骨性关节炎的治疗通常以透明质酸钠和其他活性物质的联合用药为主。其他研究表明关节炎的产生与软骨细胞凋亡有直接联系，关节腔内注射透明质酸钠可以预防已病变软骨的退行性改变，修复已退变的软骨组织。因此独立的透明质酸钠注射疗程也有显著疗效。
大骨节病和骨关节炎具有类似的病理学变化，患者也可以通过透明质酸钠缓解关节疼痛等症状。现有临床实验表明，透明质酸钠注射的效果在六个月内具有显著疗效，持续疗效可达一年。
在其他如椎管外科、妇产科等的疾病中，透明质酸钠多被用于预防术后组织粘连。针对椎管内手术，如椎间盘切除术、椎管内肿瘤切除术等，术后复发可能性被认为与硬膜组织粘连有关。在1998年时，有研究者指出透明质酸钠较人工合成的聚乳酸凝胶、硅胶、甲基丙烯树酯等材料更适合植入硬膜后部。在之后的十几年中，透明质酸钠制剂已经被用于实际的术后防粘连操作。

### 眼科
眼科疾病中常见的如干眼症等病症也可利用透明质酸钠进行治疗。透明质酸钠通过稳定病患泪液渗透压、滋润角膜以及结膜上皮的方式可以缓解眼表炎症，也可以藉此保护眼表水分。在眼科手术中透明质酸钠也有广泛的应用，如白内障摘除手术、人工晶体植入手术、角膜移植手术等。但是由于透明质酸钠分子结构具有的屏障功能，不同类型的手术中需要使用不同浓度、品牌的透明质酸钠溶液。

#### 青光眼
在针对开角型青光眼的治疗中，小梁切除术是最普遍的手术措施，这一类手术自20世纪60年代开始就有稳定的疗效且没有显著的术后并发症，然而由于填充物的材质选择，手术区域的纤维增生和巩膜间腔的稳定性问题无法得到有效的解决方案，使得这一手术缺乏长期疗效。后来羊膜等物质被用于用做填充物，缓解了这一方面的影响。延伸而出的非穿透性小梁切除术(NPTS)是一种更为有效的方法。在NPTS手术中，需要剖切巩膜内管内壁并剪除深层巩膜瓣，然后于巩膜床上植入填充物。但这一手术依旧无法解决瘢痕增生等相对严重的术后症状。经过研究，现有的临床操作中，会使用透明质酸钠为填充物，使人体不产生排异反应，同时可以抑制炎症感染以及纤维组织增生，也可以阻止组织表面粘连和手术区瘢痕的形成。
然而至今为止，多种包括透明质酸钠粘弹剂在内的填充物都有吸收时间短的特点，这会导致眼压过快回升，使得稳定的长期疗效依旧无法得到保证。

#### 白内障
白内障是全球范围内的流行病之一，针对白内障有多种治疗方法，如囊内/外摘除、超声乳化仪及人工晶体植入。1980年，David Miller首次将透明质酸钠作为粘弹剂用于白内障手术。自此以后，在各种白内障手术的过程中都会用到粘弹剂，主要成分为透明质酸钠或纯透明质酸钠制作。在超声乳化手术中，将角膜切开后吸除晶状体核，透明质酸钠粘弹剂被注入前房和囊袋，在人工晶体安放完成后被吸除。

#### 干眼症
干眼症是一种常见眼表疾病，多种主要的干眼症状可以通过人工泪液进行治疗、缓解。现有研究已经确认人工泪液中的透明质酸钠可与眼表细胞结合，并具有潜在促进伤口愈合的作用。

### 相关产品
透明质酸钠的分子结构决定了它的相对分子量从十万级到百万级不等，但是根据医学临床适用性，在眼科、骨科等手术中一般会使用透明质酸钠凝胶制剂-一类为无色透明、黏稠状液体，其中透明质酸钠的分子量一般会达到百万级。在眼科手术中透明质酸钠凝胶通常作为粘弹剂使用，每台手术所用单支剂量一般为为0.5-1mg/ml。中华人民共和国于1998年首次将透明质酸钠列入国家标准，后分别于2004年、2015年发布了新的标准，用于规范化透明质酸钠产品在医疗领域的生产和检验。
现有的透明质酸钠凝胶都是利用交联反应制备的，由于这类制备工艺不影响透明质酸钠分子本身的结构，可以保持其生物相容性。
在眼科手术中使用的透明质酸钠粘弹剂的主要品牌有Healon、Iviz等来自爱尔康、博士伦等公司的产品。它们在早期被分为两大类，分别是高粘滞型内聚粘弹剂和低粘滞型弥散粘弹剂。不同品牌的粘弹剂有不同的用途及在相关应用中的优势及缺点，其主要性质见列表。
| 类别       | 类别         | 产品名         | 透明质酸钠含量(%)      | 分子量(D) | 零剪切速率黏度(mPas) |
| ---------- | ------------ | -------------- | ---------------------- | --------- | -------------------- |
| 高黏度内聚 | 超粘性内聚   | MicroVisc Plus | 1.4                    | 790万     | 480万                |
| 高黏度内聚 | 超粘性内聚   | Healon GV      | 1.4                    | 500万     | 200万                |
| 高黏度内聚 | 粘滞性内聚   | MicroVisc      | 1.4                    | 610万     | 100万                |
| 高黏度内聚 | 粘滞性内聚   | Allervisc Plus | 1.4                    | 510万     | 50万                 |
| 高黏度内聚 | 粘滞性内聚   | Provisc        | 1.0                    | 200万     | 28万                 |
| 高黏度内聚 | 粘滞性内聚   | Healon         | 1.0                    | 400万     | 23万                 |
| 高黏度内聚 | 粘滞性内聚   | Biolon         | 1.0                    | 300万     | 21.5万               |
| 高黏度内聚 | 粘滞性内聚   | Allervisc      | 1.0                    | 510万     | 20万                 |
| 高黏度内聚 | 粘滞性内聚   | Amvisc Plus    | 1.6                    | 100万     | 10万                 |
| 高黏度内聚 | 粘滞性内聚   | Amvisc         | 1.2                    | 100万     | 10万                 |
| 低黏度弥散 | 中粘滞性弥散 | Viscoat        | 3.0                    | 50万      | 4.1万                |
| 低黏度弥散 | 中粘滞性弥散 | Viscoat        | 4.0硫酸软骨素钠盐(CDS) | 2.5万     | -                    |
| 低黏度弥散 | 中粘滞性弥散 | Cellugel       | 2.0羟丙甲纤维素(HPMC)  | 10万      | 2.8万                |
| 低黏度弥散 | 中粘滞性弥散 | Vitrax         | 3.0                    | 50万      | 2.5万                |
| 低黏度弥散 | 低粘滞性弥散 | i-Cell         | 2.0                    | 9.0万     | 0.6万                |
| 低黏度弥散 | 低粘滞性弥散 | Ocuvis         | 2.0                    | 9.0万     | 0.43万               |
| 低黏度弥散 | 低粘滞性弥散 | Occucoat       | 2.0                    | 8.6万     | 0.4万                |
| 低黏度弥散 | 低粘滞性弥散 | Hymecel        | 2.0                    | 8.6万     | 0.4万                |
| 低黏度弥散 | 低粘滞性弥散 | Adatocel       | 2.0                    | 8.6万     | 0.4万                |
| 低黏度弥散 | 低粘滞性弥散 | Visilon        | 2.0                    | 8.6万     | 0.4万                |

## 美容科应用
透明质酸钠在美容科的应用可以纳入医学以及化妆领域。在整形手术中，透明质酸钠是一种填充物，可用于真皮层填充。美国FDA于2015年已通过了多种此类透明质酸钠填充制品。同时，透明质酸钠也可用于填充人体其他部位，填充效果可持续半年或以上。除医用外，透明质酸钠也可以被用于美容、化妆。利用它的生理机能，小分子透明质酸钠可以促进表皮细胞的增殖和分化、清除氧自由基，从而达到消皱功能、增强皮肤弹性。